# داربي كامب
داربي كامب (بالإنجليزية: Darby Camp)‏ هي ممثلة أمريكية، ولدت في 14 يوليو 2007 في تشارلوت في الولايات المتحدة.

## وصلات خارجية
- داربي كامب على موقع IMDb (الإنجليزية)
- داربي كامب على موقع روتن توميتوز (الإنجليزية)
- داربي كامب على موقع قاعدة بيانات الفيلم (الإنجليزية)